# 中央博物館 (荷蘭)

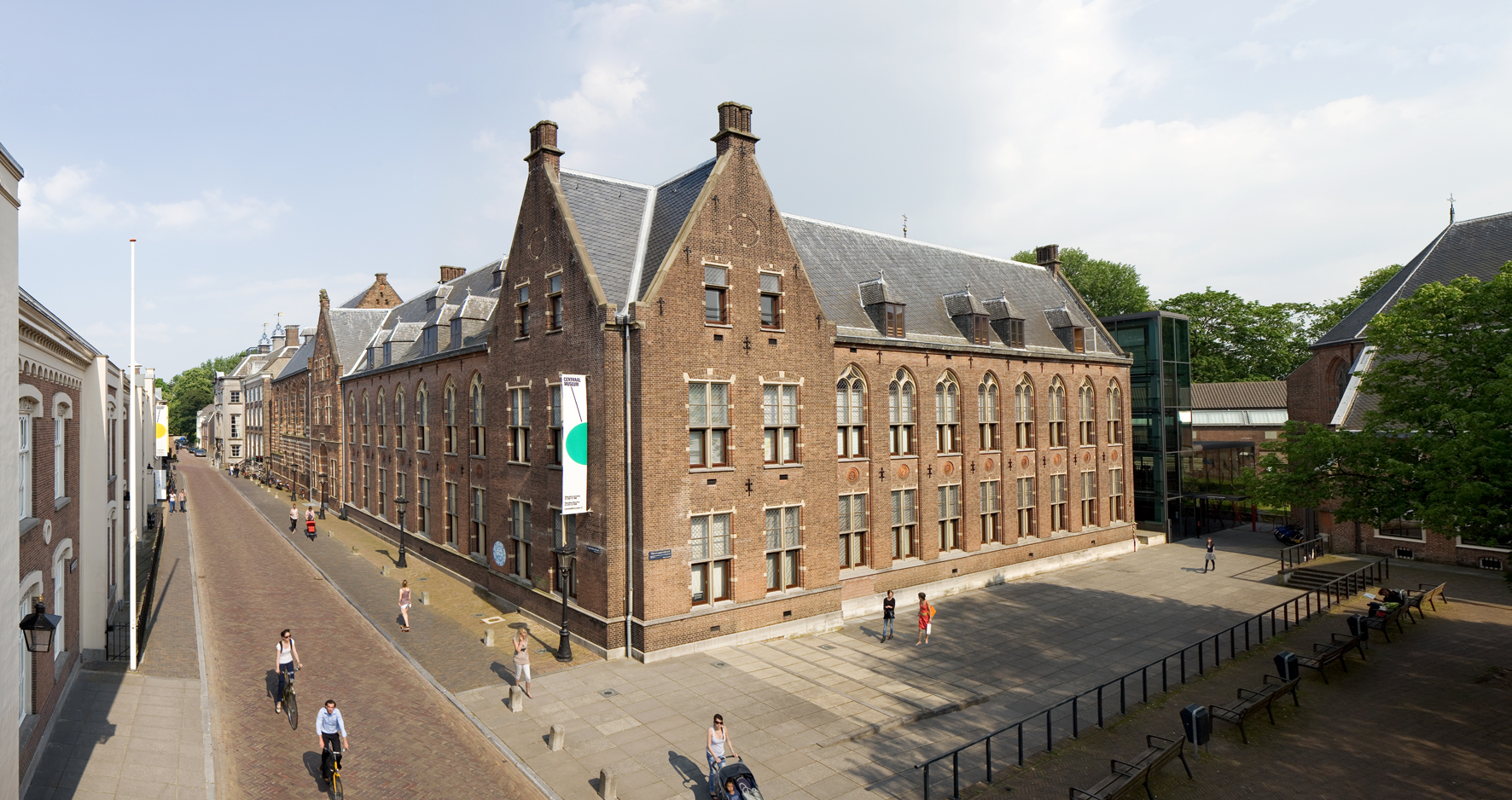
中央博物館

中央博物館（Centraal Museum）是荷蘭城市烏德勒支的主要博物館。

## 历史
中央博物館成立於1838年，最初位於烏德勒支市政廳的頂層，只收藏和烏德勒支有關的藝術品，後來開放收藏多種不同類型的藏品。自2006年開始，中央博物館同時經營米菲博物館。